# Martinus
Martinus is een voornaam en een Latijns cognomen.
De naam is oorspronkelijk een verkleinvorm van Martius, een Latijnse naam die "van Mars" betekent. Mars is de Romeinse god van de oorlog; zijn naam hangt samen met Grieks marnamai "ik strijd". De heilige Martinus was een Romeinse soldaat (gestorven circa 397). Over hem gaat het verhaal dat hij de helft van zijn mantel aan een bedelaar gaf. Hij is een van de nationale heiligen van Frankrijk.

## Varianten
De volgende voornamen zijn van Martinus afgeleid:
Maarten (m), Maartje (v), Mart (m/v), Marte (m/v), Marty (m/v), Marthe (m/v), Marten (m), Martien (m/v), Martin (m), Martijn (m), Martijntje (v), Martina (v), Martine (v), Tieneke (v), Tijn (m), Tina (v), Tine (v), Tineke (v), Tini (v), Tinie (v), Tiny (m/v) en Tinus (m/v).
Internationaal bestaat Martinus in de volgende vormen:
Marcin (Pools), Martin (Duits, Engels, Frans etc.), Márton (Hongaars), Mårten (Zweeds), Martti (Fins), Morten (Deens en Noors). Ook het Franse Tintin verwijst naar Martin.

## Bekende naamdragers met deze voornaam

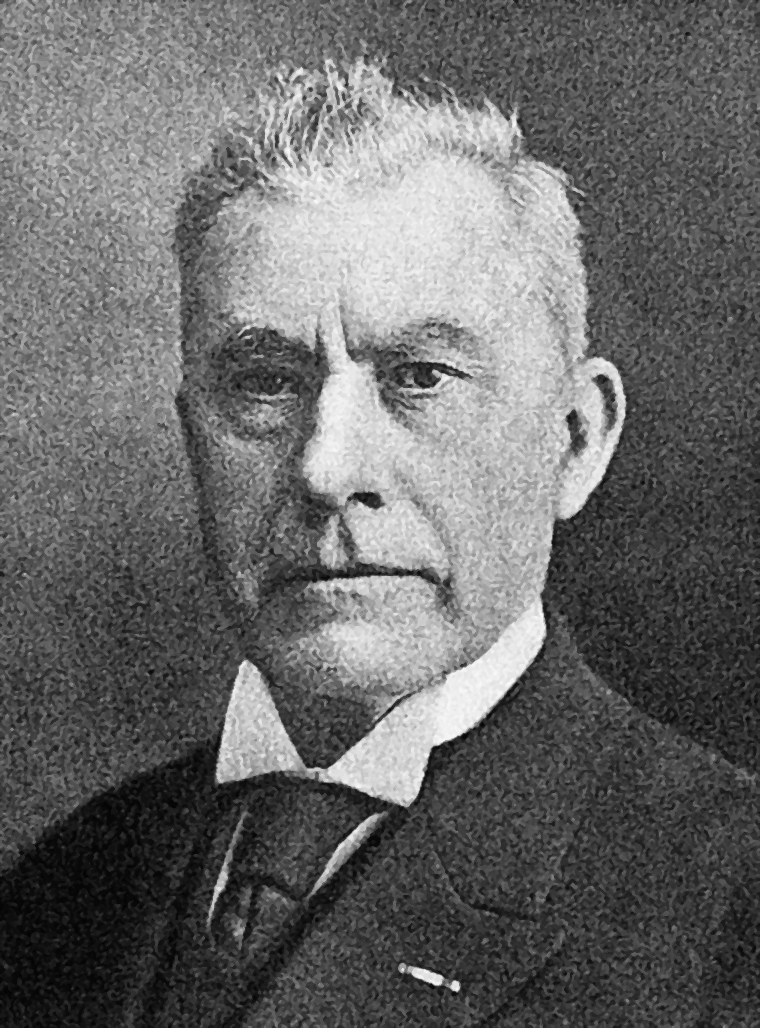
Martinus Willem Beijerinck

- Martinus van Tours (ook wel: de Heilige Martinus of Sint-Maarten) - rond 370 de bisschop van Tours. Het eiland Sint Maarten is genoemd naar de Heilige Martinus, evenals het feest Sint Maarten.
- Paus Martinus I
- Paus Martinus II = Marinus I
- Paus Martinus III = Marinus II
- Paus Martinus IV
- Paus Martinus V
- Martin van Amerongen, schrijver en journalist en hoofdredacteur van De Groene Amsterdammer
- Martin Atkinson, Engels voetbalscheidsrechter
- Martinus Gijsbertus Beijerinck, waterbouwkundige
- Martinus Willem Beijerinck, microbioloog
- Maarten Biesheuvel, schrijver
- Martine Bijl, zangeres (singer-songwriter) en actrice
- Martine Bond, zangeres
- Martin Bril, columnist de Volkskrant
- Martin Brozius, tv-presentator
- Martin Brunner, Zwitsers voetbaldoelman
- Martin van Buren, Amerikaans president
- Martijn Dambacher, Nederlands schaker
- Maarten Ducrot, tv-commentator en voormalig wielrenner
- Martin Fabuš, Slowaaks voetballer
- Martin Gaus, hondentrainer, radio- en tv-presentator
- Martin Hansson, Zweeds voetbalscheidsrechter
- Martin Heidegger, filosoof
- Martina Hingis, tennisster
- Martin Hoffmann, Oost-Duits voetballer
- Tineke Huizinga, politica
- Martin Jol, Nederlands voetballer en voetbaltrainer
- Martin Kaalma, Estisch voetballer
- Martijn Krabbé, Nederlands televisiepresentator
- Maarten Lafeber, Nederlands golfer
- Maarten Larmuseau, Belgische geneticus
- Martin Lawrence, Amerikaans acteur
- Martijn LeNoble, Nederlands basgitarist
- Martine Letterie, Nederlands kinderboekenschrijfster
- Martín Ligüera, Uruguayaans voetballer
- Martin Lipčák, Slowaaks voetballer
- Martin Lippens, Belgisch voetballer
- Martin Los, priester
- Maarten Luther, theoloog
- Martin Luther King, Amerikaans dominee en voorvechter burgerrechten
- Maarten Martens, Belgische voetballer (in Nederlandse loondienst)
- Martin Milner, Amerikaans acteur
- Martina Navrátilová, Amerikaans tennisspeelster
- Martinus Niewindt, eerste bisschop van Curaçao
- Tineke de Nooij, Nederlands presentatrice
- Martinus Nijhoff, Nederlands dichter
- Martinus Johannes van Oort, oorlogsmisdadiger
- Martine van Os, Nederlands presentatrice
- Martijn Reuser, Nederlands voetballer
- Maarten van Roozendaal, Nederlands zanger, cabaretier en liedschrijver
- Maarten van Rossem, Amerika-deskundige en historicus
- Maarten van Rossum, maarschalk van Gelre, en keizerlijk stadhouder van Luxemburg
- Tineke Schouten, comédienne
- Martin Schröder, oprichter en eigenaar van luchtvaartmaatschappij Martinair
- Martin Scorsese, Amerikaanse regisseur
- Martin Sheen, Amerikaans acteur
- Martin Šimek, Tsjechische tennisspeler, interviewer, tekenaar en columnist die in 1968 naar Nederland vluchtte
- Mart Smeets, Nederlands journalist
- Maarten Spanjer, Nederlands acteur
- Martijn Spierenburg, Nederlands musicus
- Maarten Stekelenburg, Nederlands voetballer
- Martin Stranzl, Oostenrijks voetballer
- Maarten 't Hart, Nederlands schrijver
- Marten Toonder, schrijver/striptekenaar (Tom Poes & heer Bommel)
- Martin Trocha, Oost-Duits voetballer
- Maarten Wilmink, Nederlands organist
- Maarten Tromp, Nederlands zeeheld
- Tina Turner, Amerikaans zangeres (artiestennaam)
- Maerten van den Velde, Nederlands priester
- Martinus Veltman, dichter en tekstschrijver
- Martinus Veltman, natuurkundige
- Martin Vyskoč, Slowaaks voetballer
- Maartje van Weegen, journalist
- Martijn Zuijdweg, Nederlands zwemmer

## Plaatsnamen met deze voornaam
- Maartensdijk, gemeente De Bilt
- Martenslinde, deelgemeente van Bilzen

## Andere betekenissen
- Maarten (single), een single van Maaike Ouboter uit 2013
- Martinus (molen)
- Martinus (volleybalclub)